# Eulenberg
Eulenberg é um município da Alemanha localizada no distrito de Altenkirchen, na associação municipal de Verbandsgemeinde Flammersfeld, no estado da Renânia-Palatinado.

## População
| - 1815 – 42 - 1835 – 73 - 1871 – 75 - 1905 – 79 - 1939 – 74 | - 1950 – 85 - 1961 – 68 - 1970 – 78 - 1987 – 57 - 2005 – 58 |